# Rita Gorr

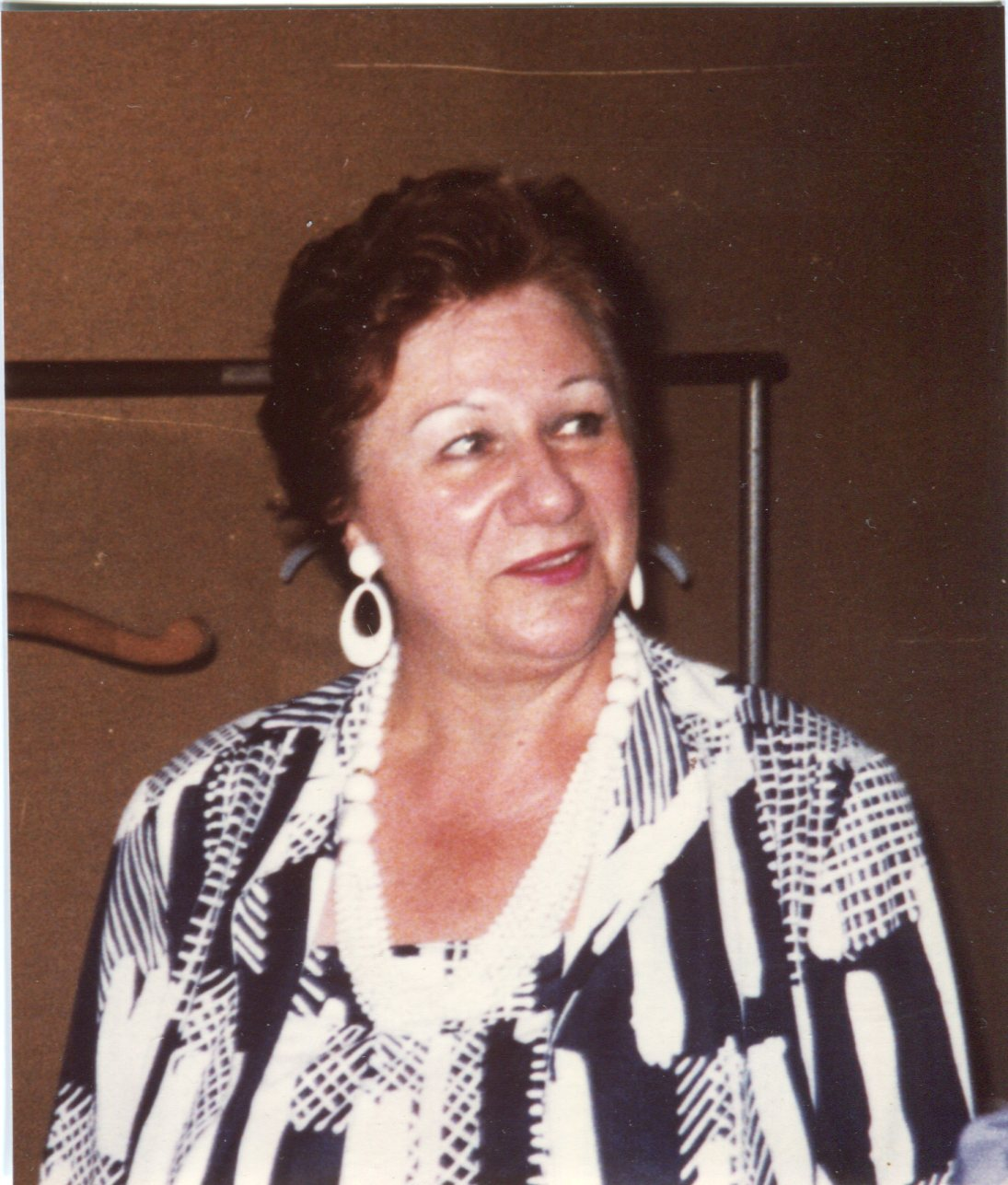
Rita Gorr in 1986

Rita Gorr, geboortenaam Marguerite Philomène Geirnaert (Zelzate, België, 18 februari 1926 – Dénia, Spanje, 22 januari 2012) was een Belgische alt zangstem en daarna een mezzosopraan. 
Gorr nam in juli 2007 op 81-jarige leeftijd afscheid van haar lange en bijzonder succesrijke zangcarrière in de Vlaamse Opera in Gent met de rol van gravin in de opera Pikovaja Dama (Schoppenvrouw) van Pjotr Iljitsj Tsjaikovski.

## Biografie
Ze werd geboren als dochter van stucadoor Jules Geirnaert en Maria Lambrecht. Haar loopbaan begon als kindermeisje; de broer van de familie Lecompte waar ze werkte ontdekte haar zangtalent. Die man Félicien Lecompte gaf haar ook haar artiestennaam Rita Gorr, soms in Engelstalige landen liefkozend Rita Gorgeous. Gorr volgde les in de conservatoria van Gent en Brussel bij Jeanne Paquot-D'Assy en Germaine Hoerner. In 1946 won ze de internationale zangwedstrijd in Verviers (Concours International de Chant de Verviers). Zij maakte haar debuut in 1949 aan de Antwerpse Opera met de rol van Fricka in Die Walküre, waarna ze ging zingen aan de opera van Straatsburg. Na een eerste prijs in het zangconcours van Lausanne werd ze in 1952 aangeworven voor de Opéra de Paris. In 1957 keerde ze terug naar Straatsburg waar ze zou blijven tot 1972, maar zong in die jaren in Straatsburg en Parijs. Ook zong ze in 1958 tijdens het Bayreuther Festspiele.
Gorr trad in de jaren vijftig ook op in de Munt in Brussel, en onder meer ook in Bergen, Luik en Verviers. Met haar optredens in Bayreuth volgen nog meer contracten met buitenlandse operahuizen. Zo trad ze in de jaren zestig en daarna onder meer op in de Metropolitan Opera te New York, La Scala te Milaan, de Royal Opera House in Covent Garden Londen en de Weense Staatsopera. Gorr bleef ook in de Belgische operahuizen van Antwerpen, Gent, Luik en Brussel optreden in talrijke rollen. In 1979 vierde ze in de Munt de dertigste verjaardag van haar zangcarrière. Met de rol van gravin in Pikovaya Dama (Schoppenvrouw) vierde ze in 1999 in Antwerpen haar vijftigjarige carrière. Met deze rol beëindigde ze haar carrière in 2007. Haar laatste jaren bracht ze door in Spanje; ze vond België te koud.
Er bestaan talloze opnames van haar uitvoeringen en voor haar aandeel in de opname van Dialogues des Carmélites van Francis Poulenc onder leiding van Kent Nagano ontving ze de Franse Diapason d'or en de Caeciliaprijs.

## Prijzen
- 2002 Klara Carrièreprijs
- Diapason d'or
- Caeciliaprijs'

- Bibsys: 2015209
- Biblioteca Nacional de España: XX956170
- Bibliothèque nationale de France: cb13894622r (data)
- Gemeinsame Normdatei: 131616528
- International Standard Name Identifier: 0000 0003 6858 6012
- Library of Congress Control Number: n84089524
- Nationale Bibliotheek van Letland: 000138889
- MusicBrainz: 72a07c5a-7afc-4a95-89c7-b19e9eb0bac6
- Nationale Bibliotheek van Tsjechië: mzk2012688361
- Nationale bibliotheek van Australië: 35357120
- Nationale Bibliotheek van Israël: 987007461807505171
- Nationale Bibliotheek van Polen: a0000002934575
- Nationale en Universitaire bibliotheek Zagreb: 000265153
- SNAC: w6s76n5r
- Système universitaire de documentation: 115858237
- Trove: 924064
- Virtual International Authority File: 15907819
- WorldCat: E39PBJxWWRGH6yjDdhpVtRkVYP